# Mistrzostwa Anglii w piłce nożnej mężczyzn
Mistrzostwa Anglii w piłce nożnej (ang. English Football Championship) – rozgrywki piłkarskie, prowadzone cyklicznie – corocznie lub co sezonowo (na przełomie dwóch lat kalendarzowych) – mające na celu wyłonienie najlepszej męskiej drużyny w Anglii (uczestniczą w nich również profesjonalne kluby z Walii). Najstarsze tego typu rozgrywki na świecie (stworzone w 1888 r.).
Mistrzostwa Anglii w piłce nożnej rozgrywane są od sezonu 1888/89 i obecnie odbywają się na kilkunastu szczeblach: Premier League (D1), English Football League (EFL): EFL Championship (D2), EFL League One (D3), EFL League Two (D4)), National League: National League (D5), Conference North (D6) i Conference South (D6) oraz niższych klasach regionalnych.

## Historia
24 października 1857 w Sheffieldzie założono pierwszy angielski klub piłkarski (amatorski) – Sheffield F.C. Po założeniu - 26 października 1863 - Angielskiego Związku Piłki Nożnej – The Football Association (FA), rozpoczął się proces organizowania pierwszych oficjalnych mistrzostw Anglii.
Decyzją, która zapoczątkowała organizację pierwszej ligi piłkarskiej na świecie, było zalegalizowanie przez angielską federację piłkarską w 1885 r. zawodowych klubów piłkarskich. Do tego czasu bowiem zespoły mogły mieć jedynie status amatorski, jednak od dłuższego już czasu potajemnie opłacały one swoich zawodników za grę. Zielone światło dla profesjonalizacji klubów sprawiło, że zaczęły one szukać stałych źródeł dochodu. Sporadycznie rozgrywane pojedynki pomiędzy poszczególnymi hrabstwami, mecze towarzyskie, a także rozgrywki Pucharu Anglii, odbywające się w bardzo zróżnicowanych terminach, nie stanowiły już dla nich pewnego zabezpieczenia finansowego. 2 marca 1888, szkocki dyrektor Aston Villi – William McGregor, wysłał do sekretarza tego klubu, a także władz Blackburn Rovers, Bolton Wanderers, Preston North End oraz West Bromwich Albion, list z propozycją utworzenia ligi piłkarskiej, w której spotkania odbywałyby się regularnie (co weekend).
| Kluby założycielskie FL     |
| 1. Accrington               |
| 2. Aston Villa              |
| 3. Blackburn Rovers         |
| 4. Bolton Wanderers         |
| 5. Burnley                  |
| 6. Derby County             |
| 7. Everton                  |
| 8. Notts County             |
| 9. Preston North End        |
| 10. Stoke City              |
| 11. West Bromwich Albion    |
| 12. Wolverhampton Wanderers |

Po dwóch spotkaniach przedstawicieli klubów (w Londynie i Manchesterze), 17 kwietnia 1888 nowym rozgrywkom nadano nazwę – Football League. Zmagania w jej ramach rozpoczęły się pięć miesięcy później – 8 września 1888, a uczestniczyło w nich 12 zespołów z północnej oraz środkowej Anglii. Wszystkie drużyny rozgrywały po dwa spotkania z każdym z rywali, jedno na własnym boisku, drugie na boisku przeciwnika. Za zwycięstwo w meczu przyznawano dwa punkty, zaś za remis – jeden. Pierwszym zwycięzcą ligi został Preston North End.
W 1892 r. Football League wchłonęła konkurencyjne rozgrywki – Football Alliance, powiększając się o 11 zespołów, co spowodowało podział ligi na pierwszą i drugą dywizję. W 1898 r., wprowadzono system automatycznych awansów i spadków pomiędzy dwiema dywizjami. Dotychczas, najgorsze drużyny pierwszej dywizji rozgrywały z najlepszymi ekipami drugiej dywizji spotkania kontrolne i zwycięzcy tych spotkań uczestniczyli w następnym sezonie w pierwszej dywizji. Najgorszy zespół drugiej dywizji mógł się z kolei ubiegać o dopuszczenie do kolejnych rozgrywek.
W 1919 r. wznowiono zmagania po zakończeniu I wojny światowej, rozszerzając obie dywizje do 22 ekip. Rok później, do rozgrywek zaproszono wszystkie drużyny z pierwszej dywizji Southern League z południowej części Anglii, co spowodowało, że Football League na dobre objęło swym zasięgiem cały kraj (wcześniej w rozgrywkach tych występowały jedynie pojedyncze zespoły z miast, zlokalizowanych na południe od Birmingham). Nowe kluby utworzyły trzecią dywizję ligi. Taki stan rzeczy utrzymał się tylko przez jeden sezon, bowiem w 1921 r. wprowadzono dla geograficznej równowagi trzecią dywizję północną (Third Division North), a także południową (Third Division South), do której przesunięto drużyny występujące w trzeciej dywizji. Do trzeciej dywizji północnej zaproszono zaś nowe kluby, ze środkowej oraz północnej Anglii. W 1939 r. wprowadzono numery na koszulkach zawodników.
Po II wojnie światowej, rozszerzono obie trzecie dywizje do 24 zespołów, co dało łączną liczbę 92 klubów, występujących w rozgrywkach Football League. W 1958 r. postanowiono zakończyć regionalny podział na dwie trzecie dywizje i najlepsze zespoły obu dywizji ponownie utworzyły jedną, ogólnokrajową trzecią dywizję. Pozostałe kluby utworzyły natomiast czwartą dywizję (Fourth Division). W 1960 r. zorganizowano nowe rozgrywki pucharowe pod nazwą Puchar Ligi Angielskiej, których pierwszą edycję (1960/61) wygrał Aston Villa. W 1965 r. wprowadzono możliwość dokonywania zmian podczas meczu.
Od sezonu 1981/82 zmieniono system przyznawania punktów za spotkania, od tej pory premiując zwycięstwo zespołu trzema punktami (FIFA wprowadziła ten system dopiero przy okazji Mistrzostw Świata 1994). W 1983 r. Football League podpisało lukratywny kontrakt z Canonem i po raz pierwszy wprowadzono dla rozgrywek ligowych nową nazwę, pochodzącą od głównego sponsora (Canon League). Do ligi angielskiej zaczęły wpływać wielkie pieniądze, bowiem podpisano również umowę z nadawcą satelitarnym British Sky Broadcasting (Sky TV), który zaoferował dziesiątki milionów funtów za prawo do transmisji spotkań na wyłączność. Od 1987 r., po zakończeniu sezonu, zaczęto rozgrywać fazę play-off, dzięki której więcej klubów otrzymywało prawo do walki o awans do wyższej dywizji, co podniosło poziom atrakcyjności rozgrywek. Rozpoczęto również wymianę najgorszych zespołów czwartej dywizji z najlepszymi zespołami Football Conference, stabilizującym tym samym ogólnokrajowy system ligowy.
Ogromne kwoty, jakie wpływały do budżetu organu zarządzającego rozgrywkami spowodowały, że najlepsze kluby angielskie zaczęły się domagać większej puli pieniędzy dla siebie. Zagroziły, że jeśli to nie nastąpi, opuszczą The Football League i utworzą własne rozgrywki. Tak też się stało; latem 1992 r., 22 czołowe kluby zorganizowały własne rozgrywki ligowe, FA Premier League. Zarząd nowej ekstraklasy angielskiej podpisał z telewizją Sky TV nowy, osobny kontrakt. Football League znalazło się w nieporównywalnie gorszej sytuacji; nie tylko w rozgrywkach tych przestały uczestniczyć najlepsze angielskie zespoły, ale liga straciła również wielkie pieniądze z tytułu kontraktu zerwanego przez nadawcę telewizyjnego. FA Premier League zgodziło się natomiast na utrzymanie w porządku angielskiego systemu ligowego i od tej pory najlepsze zespoły Football League uzyskiwały automatyczny awans do Premiership, zaś najgorsze drużyny Premier League rozpoczynały nowy sezon w najwyższej dywizji Football League.
Jako że nowa angielska ekstraklasa „zwolniła” nazwę pierwszej dywizji, w Football League dokonano reorganizacji. Stara druga dywizja otrzymała nazwę dotychczasowej pierwszej (First Divison), trzecia dywizja – nazwę dotychczasowej drugiej (Second Division), zaś czwarta – nazwę dotychczasowej trzeciej (Third Division). W 1995 r. zwiększono liczbę zespołów występujących w Football League do 72, czym rozgrywki uzyskały ostateczny kształt, istniejący do dziś.
Priorytetem uznano poszukiwanie nowego, wielkiego sponsora, dzięki któremu do ligi wpłynęłoby więcej pieniędzy dla klubów w niej występujących. Przed sezonem 2004/05, podpisano umowę z kompanią Coca-Cola. Spowodowało to kolejne przemianowanie trzech dywizji The Football League. Pierwsza dywizja przyjęła nazwę Football League Championship (Championship), druga – nazwę Football League One (League One), zaś trzecia dywizja – nazwę Football League Two (League Two).

## Mistrzowie i pozostali medaliści
| Sezon                          | K | K | T  | Mistrz                  | Wicemistrz              | III miejsce             | Br. | Król strzelców                                                                                     | Uwagi                                  |
| Football League                |   |   |    |                         |                         |                         |     | |                                        |
| 1888/89                        |   |   | 1  | Preston North End       | Aston Villa             | Wolverhampton Wanderers | 21  | John Goodall (Preston North End)                                                                   | 12 klubów                              |
| 1889/90                        |   |   | 2  | Preston North End       | Everton                 | Blackburn Rovers        | 24  | Jimmy Ross (Preston North End)                                                                     | 12 klubów                              |
| 1890/91                        |   |   | 1  | Everton                 | Preston North End       | Notts County            | 26  | Jack Southworth (Blackburn Rovers)                                                                 | 12 klubów                              |
| 1891/92                        |   |   | 1  | Sunderland              | Preston North End       | Bolton Wanderers        | 32  | John Campbell (Sunderland)                                                                         | 14 klubów                              |
| Football League First Division |   |   |    |                         |                         |                         |     | |                                        |
| 1892/93                        |   |   | 2  | Sunderland              | Preston North End       | Everton                 | 31  | John Campbell (Sunderland)                                                                         | 16 klubów                              |
| 1893/94                        |   |   | 1  | Aston Villa             | Sunderland              | Derby County            | 27  | Jack Southworth (Everton)                                                                          | 16 klubów                              |
| 1894/95                        |   |   | 3  | Sunderland              | Everton                 | Aston Villa             | 22  | John Campbell (Sunderland)                                                                         | 16 klubów                              |
| 1895/96                        |   |   | 2  | Aston Villa             | Derby County            | Everton                 | 20  | Johnny Campbell (Aston Villa), Steve Bloomer (Derby County)                                        | 16 klubów                              |
| 1896/97                        |   |   | 3  | Aston Villa             | Sheffield United        | Derby County            | 22  | Steve Bloomer (Derby County)                                                                       | 16 klubów                              |
| 1897/98                        |   |   | 1  | Sheffield United        | Sunderland              | Wolverhampton Wanderers | 21  | Fred Wheldon (Aston Villa)                                                                         | 16 klubów                              |
| 1898/99                        |   |   | 4  | Aston Villa             | Liverpool               | Burnley                 | 23  | Steve Bloomer (Derby County)                                                                       | 18 klubów                              |
| 1899/00                        |   |   | 5  | Aston Villa             | Sheffield United        | Sunderland              | 27  | Billy Garraty (Aston Villa)                                                                        | 18 klubów                              |
| 1900/01                        |   |   | 1  | Liverpool               | Sunderland              | Notts County            | 23  | Steve Bloomer (Derby County)                                                                       | 18 klubów                              |
| 1901/02                        |   |   | 4  | Sunderland              | Everton                 | Newcastle United        | 18  | Jimmy Settle (Everton)                                                                             | 18 klubów                              |
| 1902/03                        |   |   | 1  | The Wednesday           | Aston Villa             | Sunderland              | 31  | Sam Raybould (Liverpool)                                                                           | 18 klubów                              |
| 1903/04                        |   |   | 2  | The Wednesday           | Manchester City         | Everton                 | 20  | Steve Bloomer (Derby County)                                                                       | 18 klubów                              |
| 1904/05                        |   |   | 1  | Newcastle United        | Everton                 | Manchester City         | 22  | Arthur Brown (Sheffield United)                                                                    | 18 klubów                              |
| 1905/06                        |   |   | 2  | Liverpool               | Preston North End       | The Wednesday           | 26  | Albert Shepherd (Bolton Wanderers)                                                                 | 20 klubów                              |
| 1906/07                        |   |   | 2  | Newcastle United        | Bristol City            | Everton                 | 30  | Alex Young (Everton)                                                                               | 20 klubów                              |
| 1907/08                        |   |   | 1  | Manchester United       | Aston Villa             | Manchester City         | 27  | Enoch West (Nottingham Forest)                                                                     | 20 klubów                              |
| 1908/09                        |   |   | 3  | Newcastle United        | Everton                 | Sunderland              | 38  | Bert Freeman (Everton)                                                                             | 20 klubów                              |
| 1909/10                        |   |   | 6  | Aston Villa             | Liverpool               | Blackburn Rovers        | 30  | Jack Parkinson (Liverpool)                                                                         | 20 klubów                              |
| 1910/11                        |   |   | 2  | Manchester United       | Aston Villa             | Sunderland              | 25  | Albert Shepherd (Newcastle United)                                                                 | 20 klubów                              |
| 1911/12                        |   |   | 1  | Blackburn Rovers        | Everton                 | Newcastle United        | 25  | Harry Hampton (Aston Villa), George Holley (Sunderland), David McLean (The Wednesday)              | 20 klubów                              |
| 1912/13                        |   |   | 5  | Sunderland              | Aston Villa             | The Wednesday           | 30  | David McLean (The Wednesday)                                                                       | 20 klubów                              |
| 1913/14                        |   |   | 2  | Blackburn Rovers        | Aston Villa             | Middlesbrough           | 32  | George Elliot (Middlesbrough)                                                                      | 20 klubów                              |
| 1914/15                        |   |   | 2  | Everton                 | Oldham Athletic         | Blackburn Rovers        | 35  | Bobby Parker (Everton)                                                                             | 20 klubów                              |
| 1916–1919                      |   |   |    |                         |                         |                         |     | | zawieszone z powodu I wojny światowej  |
| 1919/20                        |   |   | 1  | West Bromwich Albion    | Burnley                 | Chelsea                 | 37  | Fred Morris (West Bromwich Albion)                                                                 | 22 kluby                               |
| 1920/21                        |   |   | 1  | Burnley                 | Manchester City         | Bolton Wanderers        | 38  | Joe Smith (Bolton Wanderers)                                                                       | 22 kluby                               |
| 1921/22                        |   |   | 3  | Liverpool               | Tottenham Hotspur       | Burnley                 | 31  | Andy Wilson (Middlesbrough)                                                                        | 22 kluby                               |
| 1922/23                        |   |   | 4  | Liverpool               | Sunderland              | Huddersfield Town       | 30  | Charlie Buchan (Sunderland)                                                                        | 22 kluby                               |
| 1923/24                        |   |   | 1  | Huddersfield Town       | Cardiff City            | Sunderland              | 28  | Wilf Chadwick (Everton)                                                                            | 22 kluby                               |
| 1924/25                        |   |   | 2  | Huddersfield Town       | West Bromwich Albion    | Bolton Wanderers        | 31  | Frank Roberts (Manchester City)                                                                    | 22 kluby                               |
| 1925/26                        |   |   | 3  | Huddersfield Town       | Arsenal                 | Sunderland              | 43  | Ted Harper (Blackburn Rovers)                                                                      | 22 kluby                               |
| 1926/27                        |   |   | 4  | Newcastle United        | Huddersfield Town       | Sunderland              | 37  | Jimmy Trotter (The Wednesday)                                                                      | 22 kluby                               |
| 1927/28                        |   |   | 3  | Everton                 | Huddersfield Town       | Leicester City          | 60  | Dixie Dean (Everton)                                                                               | 22 kluby                               |
| 1928/29                        |   |   | 3  | The Wednesday           | Leicester City          | Aston Villa             | 43  | Dave Halliday (Sunderland)                                                                         | 22 kluby                               |
| 1929/30                        |   |   | 4  | Sheffield Wednesday     | Derby County            | Manchester City         | 41  | Vic Watson (West Ham United)                                                                       | 22 kluby                               |
| 1930/31                        |   |   | 1  | Arsenal                 | Aston Villa             | Sheffield Wednesday     | 49  | Tom Waring (Aston Villa)                                                                           | 22 kluby                               |
| 1931/32                        |   |   | 4  | Everton                 | Arsenal                 | Sheffield Wednesday     | 44  | Dixie Dean (Everton)                                                                               | 22 kluby                               |
| 1932/33                        |   |   | 2  | Arsenal                 | Aston Villa             | Sheffield Wednesday     | 35  | Jack Bowers (Derby County)                                                                         | 22 kluby                               |
| 1933/34                        |   |   | 3  | Arsenal                 | Huddersfield Town       | Tottenham Hotspur       | 34  | Jack Bowers (Derby County)                                                                         | 22 kluby                               |
| 1934/35                        |   |   | 4  | Arsenal                 | Sunderland              | Sheffield Wednesday     | 42  | Ted Drake (Arsenal)                                                                                | 22 kluby                               |
| 1935/36                        |   |   | 6  | Sunderland              | Derby County            | Huddersfield Town       | 39  | W. G. Richardson (West Bromwich Albion)                                                            | 22 kluby                               |
| 1936/37                        |   |   | 1  | Manchester City         | Charlton Athletic       | Arsenal                 | 33  | Freddie Steele (Stoke City)                                                                        | 22 kluby                               |
| 1937/38                        |   |   | 5  | Arsenal                 | Wolverhampton Wanderers | Preston North End       | 28  | Tommy Lawton (Everton)                                                                             | 22 kluby                               |
| 1938/39                        |   |   | 5  | Everton                 | Wolverhampton Wanderers | Charlton Athletic       | 35  | Tommy Lawton (Everton)                                                                             | 22 kluby                               |
| 1939/40                        |   |   |    |                         |                         |                         |     | | przerwane z powodu II wojny światowej  |
| 1940–1946                      |   |   |    |                         |                         |                         |     | | zawieszone z powodu II wojny światowej |
| 1946/47                        |   |   | 5  | Liverpool               | Manchester United       | Wolverhampton Wanderers | 37  | Dennis Westcott (Wolverhampton Wanderers)                                                          | 22 kluby                               |
| 1947/48                        |   |   | 6  | Arsenal                 | Manchester United       | Burnley                 | 33  | Ronnie Rooke (Arsenal)                                                                             | 22 kluby                               |
| 1948/49                        |   |   | 1  | Portsmouth              | Manchester United       | Derby County            | 25  | Willie Moir (Bolton Wanderers)                                                                     | 22 kluby                               |
| 1949/50                        |   |   | 2  | Portsmouth              | Wolverhampton Wanderers | Sunderland              | 25  | Dickie Davis (Sunderland)                                                                          | 22 kluby                               |
| 1950/51                        |   |   | 1  | Tottenham Hotspur       | Manchester United       | Blackpool               | 30  | Stan Mortensen (Blackpool)                                                                         | 22 kluby                               |
| 1951/52                        |   |   | 3  | Manchester United       | Tottenham Hotspur       | Arsenal                 | 33  | George Robledo (Newcastle United)                                                                  | 22 kluby                               |
| 1952/53                        |   |   | 7  | Arsenal                 | Preston North End       | Wolverhampton Wanderers | 24  | Charlie Wayman (Preston North End)                                                                 | 22 kluby                               |
| 1953/54                        |   |   | 1  | Wolverhampton Wanderers | West Bromwich Albion    | Huddersfield Town       | 29  | Jimmy Glazzard (Huddersfield Town)                                                                 | 22 kluby                               |
| 1954/55                        |   |   | 1  | Chelsea                 | Wolverhampton Wanderers | Portsmouth              | 27  | Ronnie Allen (West Bromwich Albion)                                                                | 22 kluby                               |
| 1955/56                        |   |   | 4  | Manchester United       | Blackpool               | Wolverhampton Wanderers | 33  | Nat Lofthouse (Bolton Wanderers)                                                                   | 22 kluby                               |
| 1956/57                        |   |   | 5  | Manchester United       | Tottenham Hotspur       | Preston North End       | 38  | John Charles (Leeds United)                                                                        | 22 kluby                               |
| 1957/58                        |   |   | 2  | Wolverhampton Wanderers | Preston North End       | Tottenham Hotspur       | 36  | Bobby Smith (Tottenham Hotspur)                                                                    | 22 kluby                               |
| 1958/59                        |   |   | 3  | Wolverhampton Wanderers | Manchester United       | Arsenal                 | 33  | Jimmy Greaves (Chelsea)                                                                            | 22 kluby                               |
| 1959/60                        |   |   | 2  | Burnley                 | Wolverhampton Wanderers | Tottenham Hotspur       | 32  | Dennis Viollet (Manchester United)                                                                 | 22 kluby                               |
| 1960/61                        |   |   | 2  | Tottenham Hotspur       | Sheffield Wednesday     | Wolverhampton Wanderers | 41  | Jimmy Greaves (Chelsea)                                                                            | 22 kluby                               |
| 1961/62                        |   |   | 1  | Ipswich Town            | Burnley                 | Tottenham Hotspur       | 33  | Ray Crawford (Ipswich Town), Derek Kevan (West Bromwich Albion)                                    | 22 kluby                               |
| 1962/63                        |   |   | 6  | Everton                 | Tottenham Hotspur       | Burnley                 | 37  | Jimmy Greaves (Tottenham Hotspur)                                                                  | 22 kluby                               |
| 1963/64                        |   |   | 6  | Liverpool               | Manchester United       | Everton                 | 35  | Jimmy Greaves (Tottenham Hotspur)                                                                  | 22 kluby                               |
| 1964/65                        |   |   | 6  | Manchester United       | Leeds United            | Chelsea                 | 29  | Andy McEvoy (Blackburn Rovers), Jimmy Greaves (Tottenham Hotspur)                                  | 22 kluby                               |
| 1965/66                        |   |   | 7  | Liverpool               | Leeds United            | Burnley                 | 29  | Willie Irvine (Burnley)                                                                            | 22 kluby                               |
| 1966/67                        |   |   | 7  | Manchester United       | Nottingham Forest       | Tottenham Hotspur       | 37  | Ron Davies (Southampton)                                                                           | 22 kluby                               |
| 1967/68                        |   |   | 2  | Manchester City         | Manchester United       | Liverpool               | 28  | George Best (Manchester United), Ron Davies (Southampton)                                          | 22 kluby                               |
| 1968/69                        |   |   | 1  | Leeds United            | Liverpool               | Everton                 | 27  | Jimmy Greaves (Tottenham Hotspur)                                                                  | 22 kluby                               |
| 1969/70                        |   |   | 7  | Everton                 | Leeds United            | Chelsea                 | 25  | Jeff Astle (West Bromwich Albion)                                                                  | 22 kluby                               |
| 1970/71                        |   |   | 8  | Arsenal                 | Leeds United            | Tottenham Hotspur       | 28  | Tony Brown (West Bromwich Albion)                                                                  | 22 kluby                               |
| 1971/72                        |   |   | 1  | Derby County            | Leeds United            | Liverpool               | 33  | Francis Lee (Manchester City)                                                                      | 22 kluby                               |
| 1972/73                        |   |   | 8  | Liverpool               | Arsenal                 | Leeds United            | 28  | Pop Robson (West Ham United)                                                                       | 22 kluby                               |
| 1973/74                        |   |   | 2  | Leeds United            | Liverpool               | Derby County            | 21  | Mick Channon (Southampton)                                                                         | 22 kluby                               |
| 1974/75                        |   |   | 2  | Derby County            | Liverpool               | Ipswich Town            | 21  | Malcolm Macdonald (Newcastle United)                                                               | 22 kluby                               |
| 1975/76                        |   |   | 9  | Liverpool               | Queens Park Rangers     | Manchester United       | 23  | Ted MacDougall (Norwich City)                                                                      | 22 kluby                               |
| 1976/77                        |   |   | 10 | Liverpool               | Manchester City         | Ipswich Town            | 25  | Malcolm Macdonald (Arsenal), Andy Gray (Aston Villa)                                               | 22 kluby                               |
| 1977/78                        |   |   | 1  | Nottingham Forest       | Liverpool               | Everton                 | 30  | Bob Latchford (Everton)                                                                            | 22 kluby                               |
| 1978/79                        |   |   | 11 | Liverpool               | Nottingham Forest       | West Bromwich Albion    | 24  | Frank Worthington (Bolton Wanderers)                                                               | 22 kluby                               |
| 1979/80                        |   |   | 12 | Liverpool               | Manchester United       | Ipswich Town            | 23  | Phil Boyer (Southampton)                                                                           | 22 kluby                               |
| 1980/81                        |   |   | 7  | Aston Villa             | Ipswich Town            | Arsenal                 | 20  | Peter Withe (Aston Villa), Steve Archibald (Tottenham Hotspur)                                     | 22 kluby                               |
| 1981/82                        |   |   | 13 | Liverpool               | Ipswich Town            | Manchester United       | 26  | Kevin Keegan (Southampton)                                                                         | 22 kluby                               |
| 1982/83                        |   |   | 14 | Liverpool               | Watford                 | Manchester United       | 27  | Luther Blissett (Watford)                                                                          | 22 kluby                               |
| 1983/84                        |   |   | 15 | Liverpool               | Southampton             | Nottingham Forest       | 32  | Ian Rush (Liverpool)                                                                               | 22 kluby                               |
| 1984/85                        |   |   | 8  | Everton                 | Liverpool               | Tottenham Hotspur       | 24  | Kerry Dixon (Chelsea), Gary Lineker (Leicester City)                                               | 22 kluby                               |
| 1985/86                        |   |   | 16 | Liverpool               | Everton                 | West Ham United         | 30  | Gary Lineker (Everton)                                                                             | 22 kluby                               |
| 1986/87                        |   |   | 9  | Everton                 | Liverpool               | Tottenham Hotspur       | 33  | Clive Allen (Tottenham Hotspur)                                                                    | 22 kluby                               |
| 1987/88                        |   |   | 17 | Liverpool               | Manchester United       | Nottingham Forest       | 26  | John Aldridge (Liverpool)                                                                          | 21 klub                                |
| 1988/89                        |   |   | 9  | Arsenal                 | Liverpool               | Nottingham Forest       | 23  | Alan Smith (Arsenal)                                                                               | 20 klubów                              |
| 1989/90                        |   |   | 18 | Liverpool               | Aston Villa             | Tottenham Hotspur       | 24  | Gary Lineker (Tottenham Hotspur)                                                                   | 20 klubów                              |
| 1990/91                        |   |   | 10 | Arsenal                 | Liverpool               | Crystal Palace          | 22  | Alan Smith (Arsenal)                                                                               | 20 klubów                              |
| 1991/92                        |   |   | 3  | Leeds United            | Manchester United       | Sheffield Wednesday     | 29  | Ian Wright (Crystal Palace/Arsenal)                                                                | 22 kluby                               |
| Premier League                 |   |   |    |                         |                         |                         |     | |                                        |
| 1992/93                        |   |   | 8  | Manchester United       | Aston Villa             | Norwich City            | 22  | Teddy Sheringham (Nottingham Forest/Tottenham)                                                     | 22 kluby                               |
| 1993/94                        |   |   | 9  | Manchester United       | Blackburn Rovers        | Newcastle United        | 34  | Andrew Cole (Newcastle United)                                                                     | 22 kluby                               |
| 1994/95                        |   |   | 3  | Blackburn Rovers        | Manchester United       | Nottingham Forest       | 34  | Alan Shearer (Blackburn Rovers)                                                                    | 22 kluby                               |
| 1995/96                        |   |   | 10 | Manchester United       | Newcastle United        | Liverpool               | 31  | Alan Shearer (Blackburn Rovers)                                                                    | 20 klubów                              |
| 1996/97                        |   |   | 11 | Manchester United       | Newcastle United        | Arsenal                 | 25  | Alan Shearer (Newcastle United)                                                                    | 20 klubów                              |
| 1997/98                        |   |   | 11 | Arsenal                 | Manchester United       | Liverpool               | 18  | Chris Sutton (Blackburn Rovers), Dion Dublin (Coventry City), Michael Owen (Liverpool)             | 20 klubów                              |
| 1998/99                        |   |   | 12 | Manchester United       | Arsenal                 | Chelsea                 | 18  | Jimmy Floyd Hasselbaink (Leeds United), Michael Owen (Liverpool), Dwight Yorke (Manchester United) | 20 klubów                              |
| 1999/00                        |   |   | 13 | Manchester United       | Arsenal                 | Leeds United            | 30  | Kevin Phillips (Sunderland)                                                                        | 20 klubów                              |
| 2000/01                        |   |   | 14 | Manchester United       | Arsenal                 | Liverpool               | 23  | Jimmy Floyd Hasselbaink (Chelsea)                                                                  | 20 klubów                              |
| 2001/02                        |   |   | 12 | Arsenal                 | Liverpool               | Manchester United       | 24  | Thierry Henry (Arsenal)                                                                            | 20 klubów                              |
| 2002/03                        |   |   | 15 | Manchester United       | Arsenal                 | Newcastle United        | 25  | Ruud van Nistelrooy (Manchester United)                                                            | 20 klubów                              |
| 2003/04                        |   |   | 13 | Arsenal                 | Chelsea                 | Manchester United       | 30  | Thierry Henry (Arsenal)                                                                            | 20 klubów                              |
| 2004/05                        |   |   | 2  | Chelsea                 | Arsenal                 | Manchester United       | 25  | Thierry Henry (Arsenal)                                                                            | 20 klubów                              |
| 2005/06                        |   |   | 3  | Chelsea                 | Manchester United       | Liverpool               | 27  | Thierry Henry (Arsenal)                                                                            | 20 klubów                              |
| 2006/07                        |   |   | 16 | Manchester United       | Chelsea                 | Liverpool               | 20  | Didier Drogba (Chelsea)                                                                            | 20 klubów                              |
| 2007/08                        |   |   | 17 | Manchester United       | Chelsea                 | Arsenal                 | 31  | Cristiano Ronaldo (Manchester United)                                                              | 20 klubów                              |
| 2008/09                        |   |   | 18 | Manchester United       | Liverpool               | Chelsea                 | 19  | Nicolas Anelka (Chelsea)                                                                           | 20 klubów                              |
| 2009/10                        |   |   | 4  | Chelsea                 | Manchester United       | Arsenal                 | 29  | Didier Drogba (Chelsea)                                                                            | 20 klubów                              |
| 2010/11                        |   |   | 19 | Manchester United       | Chelsea                 | Manchester City         | 20  | Dimityr Berbatow (Manchester United), Carlos Tevez (Manchester City)                               | 20 klubów                              |
| 2011/12                        |   |   | 3  | Manchester City         | Manchester United       | Arsenal                 | 30  | Robin van Persie (Arsenal)                                                                         | 20 klubów                              |
| 2012/13                        |   |   | 20 | Manchester United       | Manchester City         | Chelsea                 | 26  | Robin van Persie (Manchester United)                                                               | 20 klubów                              |
| 2013/14                        |   |   | 4  | Manchester City         | Liverpool               | Chelsea                 | 31  | Luis Suárez (Liverpool)                                                                            | 20 klubów                              |
| 2014/15                        |   |   | 5  | Chelsea                 | Manchester City         | Arsenal                 | 26  | Sergio Agüero (Manchester City)                                                                    | 20 klubów                              |
| 2015/16                        |   |   | 1  | Leicester City          | Arsenal                 | Tottenham Hotspur       | 25  | Harry Kane (Tottenham Hotspur)                                                                     | 20 klubów                              |
| 2016/17                        |   |   | 6  | Chelsea                 | Tottenham Hotspur       | Manchester City         | 29  | Harry Kane (Tottenham Hotspur)                                                                     | 20 klubów                              |
| 2017/18                        |   |   | 5  | Manchester City         | Manchester United       | Tottenham Hotspur       | 32  | Mohamed Salah (Liverpool)                                                                          | 20 klubów                              |
| 2018/19                        |   |   | 6  | Manchester City         | Liverpool               | Chelsea                 | 22  | Pierre-Emerick Aubameyang (Arsenal), Sadio Mané (Liverpool), Mohamed Salah (Liverpool)             | 20 klubów                              |
| 2019/20                        |   |   | 19 | Liverpool               | Manchester City         | Manchester United       | 23  | Jamie Vardy (Leicester City)                                                                       | 20 klubów                              |
| 2020/21                        |   |   | 7  | Manchester City         | Manchester United       | Liverpool               | 23  | Harry Kane (Tottenham Hotspur)                                                                     | 20 klubów                              |
| 2021/22                        |   |   | 8  | Manchester City         | Liverpool               | Chelsea                 | 23  | Mohamed Salah (Liverpool), Son Heung-min (Tottenham Hotspur)                                       | 20 klubów                              |
| 2022/23                        |   |   | 9  | Manchester City         | Arsenal                 | Manchester United       | 36  | Erling Haaland (Manchester City)                                                                   | 20 klubów                              |
| 2023/24                        |   |   | 10 | Manchester City         | Arsenal                 | Liverpool               | 27  | Erling Haaland (Manchester City)                                                                   | 20 klubów                              |
| 2024/25                        |   |   | 20 | Liverpool               | Arsenal                 | Manchester City         | 29  | Mohamed Salah (Liverpool)                                                                          | 20 klubów                              |

## Statystyka

### Klasyfikacja według klubów
W dotychczasowej historii mistrzostw Anglii na podium oficjalnie stawało łącznie 38 drużyn. Liderem klasyfikacji jest Manchester United, który zdobył 20 tytułów mistrzowskich, wyprzedzając Liverpool F.C. większą liczbą tytułów wicemistrzowskich.
Stan po zakończeniu sezonu 2024/25.
| Lp. | Klub                    | Miejsca na podium | Miejsca na podium | Miejsca na podium | Zwycięskie sezony |    |   | |
| --- | ----------------------- | ----------------- | ----------------- | ----------------- | --- | -- | - | --- |
| Lp. | Klub                    | 1.                | Manchester United | 20                | Zwycięskie sezony | 17 | 8 | 1907/08, 1910/11, 1951/52, 1955/56, 1956/57, 1964/65, 1966/67, 1992/93, 1993/94, 1995/96, 1996/97, 1998/99, 1999/00, 2000/01, 2002/03, 2006/07, 2007/08, 2008/09, 2010/11, 2012/13 |
| 2.  | Liverpool F.C.          | 20                | 15                | 9                 | 1900/01, 1905/06, 1921/22, 1922/23, 1946/47, 1963/64, 1965/66, 1972/73, 1975/76, 1976/77, 1978/79, 1979/80, 1981/82, 1982/83, 1983/84, 1985/86, 1987/88, 1989/90, 2019/20, 2024/25 |    |   | |
| 3.  | Arsenal F.C.            | 13                | 12                | 9                 | 1930/31, 1932/33, 1933/34, 1934/35, 1937/38, 1947/48, 1952/53, 1970/71, 1988/89, 1990/91, 1997/98, 2001/02, 2003/04                                                                |    |   | |
| 4.  | Manchester City         | 10                | 6                 | 6                 | 1936/37, 1967/68, 2011/12, 2013/14, 2017/18, 2018/19, 2020/21, 2021/22, 2022/23, 2023/24                                                                                           |    |   | |
| 5.  | Everton F.C.            | 9                 | 7                 | 7                 | 1890/91, 1914/15, 1927/28, 1931/32, 1938/39, 1962/63, 1969/70, 1984/85, 1986/87 |    |   | |
| 6.  | Aston Villa             | 7                 | 10                | 2                 | 1893/94, 1895/96, 1896/97, 1898/99, 1899/00, 1909/10, 1980/81 |    |   | |
| 7.  | Sunderland A.F.C.       | 6                 | 5                 | 8                 | 1891/92, 1892/93, 1894/95, 1901/02, 1912/13, 1935/36 |    |   | |
| 8.  | Chelsea F.C.            | 6                 | 4                 | 9                 | 1954/55, 2004/05, 2005/06, 2009/10, 2014/15, 2016/17 |    |   | |
| 9.  | Newcastle United        | 4                 | 2                 | 4                 | 1904/05, 1906/07, 1908/09, 1926/27 |    |   | |
| 10. | Sheffield Wednesday     | 4                 | 1                 | 8                 | 1902/03, 1903/04, 1928/29, 1929/30 |    |   | |
| 11. | Wolverhampton Wanderers | 3                 | 5                 | 6                 | 1953/54, 1957/58, 1958/59 |    |   | |
| 12. | Leeds United            | 3                 | 5                 | 2                 | 1968/69,1973/74, 1991/92 |    |   | |
| 13. | Huddersfield Town       | 3                 | 3                 | 3                 | 1923/24, 1924/25, 1925/26 |    |   | |
| 14. | Blackburn Rovers        | 3                 | 1                 | 4                 | 1911/12, 1913/14, 1994/95 |    |   | |
| 15. | Preston North End       | 2                 | 6                 | 2                 | 1888/89, 1889/90 |    |   | |
| 16. | Tottenham Hotspur       | 2                 | 5                 | 11                | 1950/51, 1960/61 |    |   | |
| 17. | Derby County F.C.       | 2                 | 3                 | 3                 | 1971/72, 1974/75 |    |   | |
| 18. | Burnley F.C.            | 2                 | 2                 | 5                 | 1920/21, 1959/60 |    |   | |
| 19. | Portsmouth F.C.         | 2                 | 0                 | 1                 | 1948/49, 1949/50 |    |   | |
| 20. | Nottingham Forest       | 1                 | 2                 | 4                 | 1977/78 |    |   | |
| 21. | Ipswich Town            | 1                 | 2                 | 3                 | 1961/62 |    |   | |
| 22. | Sheffield United        | 1                 | 2                 | 0                 | 1897/98 |    |   | |
| 23. | West Bromwich Albion    | 1                 | 2                 | 1                 | 1919/20 |    |   | |
| 24. | Leicester City          | 1                 | 1                 | 1                 | 2015/16 |    |   | |
| 25. | Charlton Athletic       | 0                 | 1                 | 1                 | |    |   | |
| 26. | Blackpool F.C.          | 0                 | 1                 | 0                 | |    |   | |
| 26. | Oldham Athletic         | 0                 | 1                 | 0                 | |    |   | |
| 26. | Southampton F.C.        | 0                 | 1                 | 0                 | |    |   | |
| 26. | Queens Park Rangers     | 0                 | 1                 | 0                 | |    |   | |
| 26. | Cardiff City            | 0                 | 1                 | 0                 | |    |   | |
| 26. | Bristol City            | 0                 | 1                 | 0                 | |    |   | |
| 26. | Watford F.C.            | 0                 | 1                 | 0                 | |    |   | |
| 33. | Bolton Wanderers        | 0                 | 0                 | 3                 | |    |   | |
| 34. | Notts County F.C.       | 0                 | 0                 | 2                 | |    |   | |
| 35. | Middlesbrough F.C.      | 0                 | 0                 | 1                 | |    |   | |
| 35. | West Ham United         | 0                 | 0                 | 1                 | |    |   | |
| 35. | Norwich City            | 0                 | 0                 | 1                 | |    |   | |
| 35. | Crystal Palace F.C.     | 0                 | 0                 | 1                 | |    |   | |

### Klasyfikacja według miast
Siedziby klubów. Stan po zakończeniu sezonu 2023/24.
| Miasto        | Liczba tytułów | Kluby                                            |
| ------------- | -------------- | ------------------------------------------------ |
| Manchester    | 30             | Manchester United (20), Manchester City (10)     |
| Liverpool     | 28             | Liverpool FC (19), Everton (9)                   |
| Londyn        | 21             | Arsenal (13), Chelsea (6), Tottenham Hotspur (2) |
| Birmingham    | 7              | Aston Villa (7)                                  |
| Sunderland    | 6              | Sunderland AFC (6)                               |
| Sheffield     | 5              | Sheffield Wednesday (4), Sheffield United (1)    |
| Newcastle     | 4              | Newcastle United (4)                             |
| Blackburn     | 3              | Blackburn Rovers (3)                             |
| Huddersfield  | 3              | Huddersfield Town (3)                            |
| Leeds         | 3              | Leeds United (3)                                 |
| Wolverhampton | 3              | Wolverhampton Wanderers (3)                      |
| Burnley       | 2              | Burnley (2)                                      |
| Derby         | 2              | Derby County (2)                                 |
| Portsmouth    | 2              | Portsmouth FC (2)                                |
| Preston       | 2              | Preston North End (2)                            |
| Ipswich       | 1              | Ipswich Town (1)                                 |
| Leicester     | 1              | Leicester City (1)                               |
| Nottingham    | 1              | Nottingham Forest (1)                            |
| West Bromwich | 1              | West Bromwich Albion (1)                         |

## Uczestnicy
W 125 edycjach mistrzostw Anglii (od sezonu 1888/89 do sezonu 2023/24) udział wzięło 65 drużyn klubowych. Żadna z nich nie wystąpiła we wszystkich edycjach. Pogrubiono zespoły biorące udział w sezonie 2023/24 Premier League.
- 121 razy: Everton F.C.
- 110 razy: Aston Villa F.C.
- 109 razy: Liverpool F.C.
- 107 razy: Arsenal F.C.
- 99 razy: Manchester United F.C.
- 95 razy: Manchester City F.C.
- 92 razy: Newcastle United F.C.
- 89 razy: Chelsea F.C., Tottenham Hotspur F.C.
- 86 razy: Sunderland F.C.
- 81 razy: West Bromwich Albion F.C.
- 73 razy: Bolton Wanderers F.C.
- 72 razy: Blackburn Rovers F.C.
- 69 razy: Wolverhampton Wanderers F.C.
- 66 razy: Sheffield Wednesday F.C., West Ham United F.C.
- 65 razy: Derby County F.C.
- 63 razy: Sheffield United F.C.
- 62 razy: Stoke City F.C.
- 61 razy: Middlesbrough F.C.
- 60 razy: Burnley F.C.
- 58 razy: Nottingham Forest F.C.
- 57 razy: Birmingham City F.C.
- 55 razy: Leicester City F.C.
- 53 razy: Leeds United F.C.
- 46 razy: Preston North End F.C., Southampton F.C.
- 34 razy: Coventry City F.C.
- 33 razy: Portsmouth F.C.
- 32 razy: Huddersfield Town F.C.
- 30 razy: Notts County F.C.
- 29 razy: Fulham F.C.
- 28 razy: Blackpool F.C.
- 27 razy: Norwich City F.C.
- 26 razy: Charlton Athletic F.C., Ipswich Town F.C.
- 24 razy: Crystal Palace F.C.
- 23 razy: Queens Park Rangers F.C.
- 22 razy: Bury F.C.
- 17 razy: Cardiff City F.C., Luton Town F.C.
- 14 razy: Wimbledon F.C., Watford F.C.
- 12 razy: Bradford Park Avenue A.F.C., Grimsby Town F.C., Oldham Athletic A.F.C.
- 11 razy: Brighton & Hove Albion F.C.
- 9 razy: Bristol City F.C., Swansea City F.C.
- 8 razy: Wigan Athletic F.C., Brentford F.C.
- 7 razy:A.F.C. Bournemouth
- 5 razy: Accrington F.C., Hull City F.C.
- 3 razy: Bradford City A.F.C., Oxford United F.C., Reading F.C. (0),
- 2 razy: Darwen F.C., Millwall F.C.
- 1 raz: Barnsley F.C., Carlisle United F.C., Glossop North End A.F.C., Leyton Orient F.C., Northampton Town F.C., Swindon Town F.C.